# Американский мемориальный парк
Американский мемориальный парк (англ. American Memorial Park) — национальный мемориальный парк на острове Сайпан. Парк был создан как мемориал в честь жертв Марианской кампании Второй мировой войны. В нем есть развлекательные заведения, музей Второй мировой войны и памятник флагу, чтобы сохранить память о более чем 4000 военнослужащих США и местных жителей, погибших в июне 1944 года. 
Парк принадлежит правительству Содружества Северных Марианских островов и управляется в сотрудничестве со Службой национальных парков США.

## Галерея

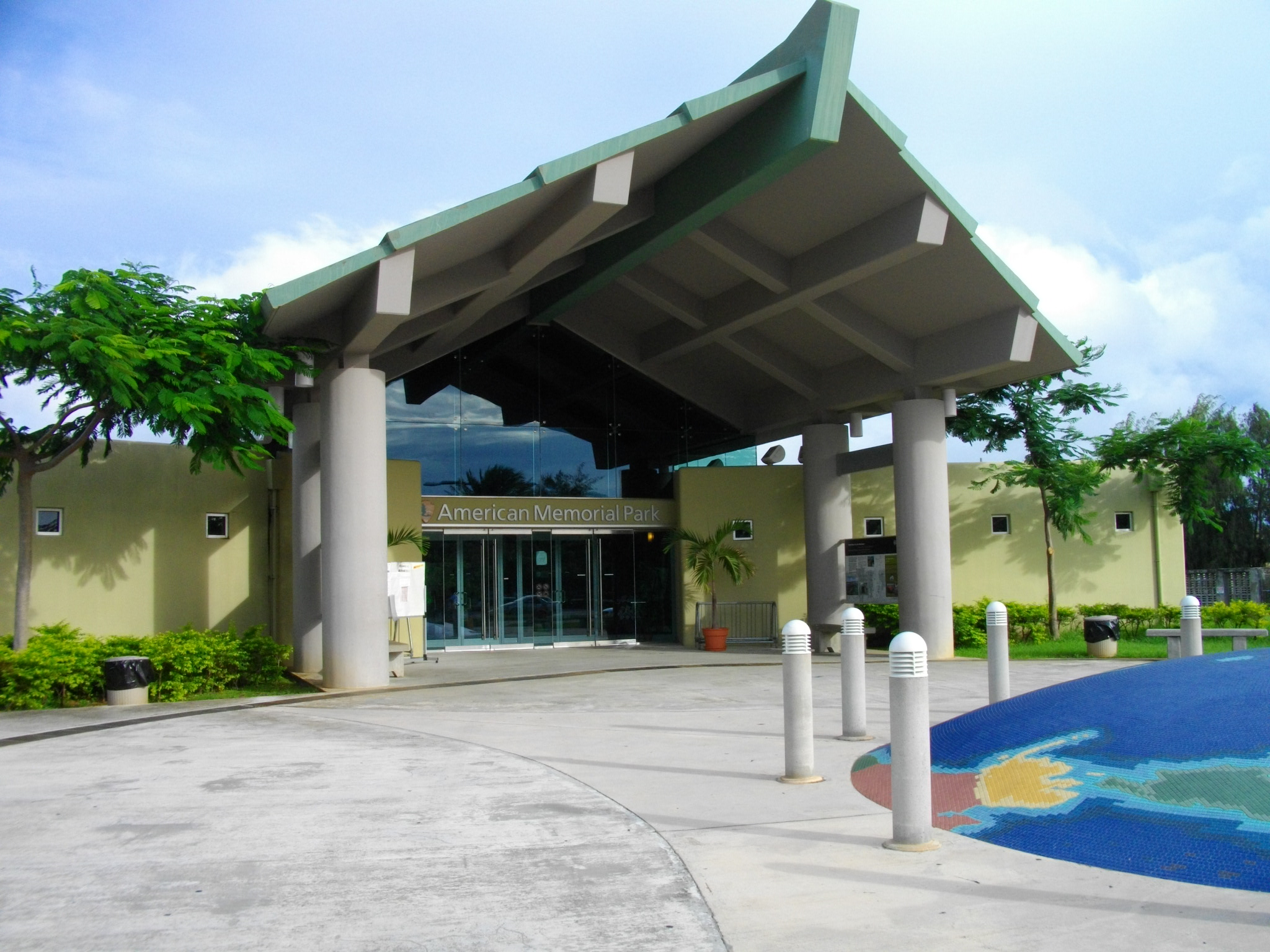
Центр для посетителей
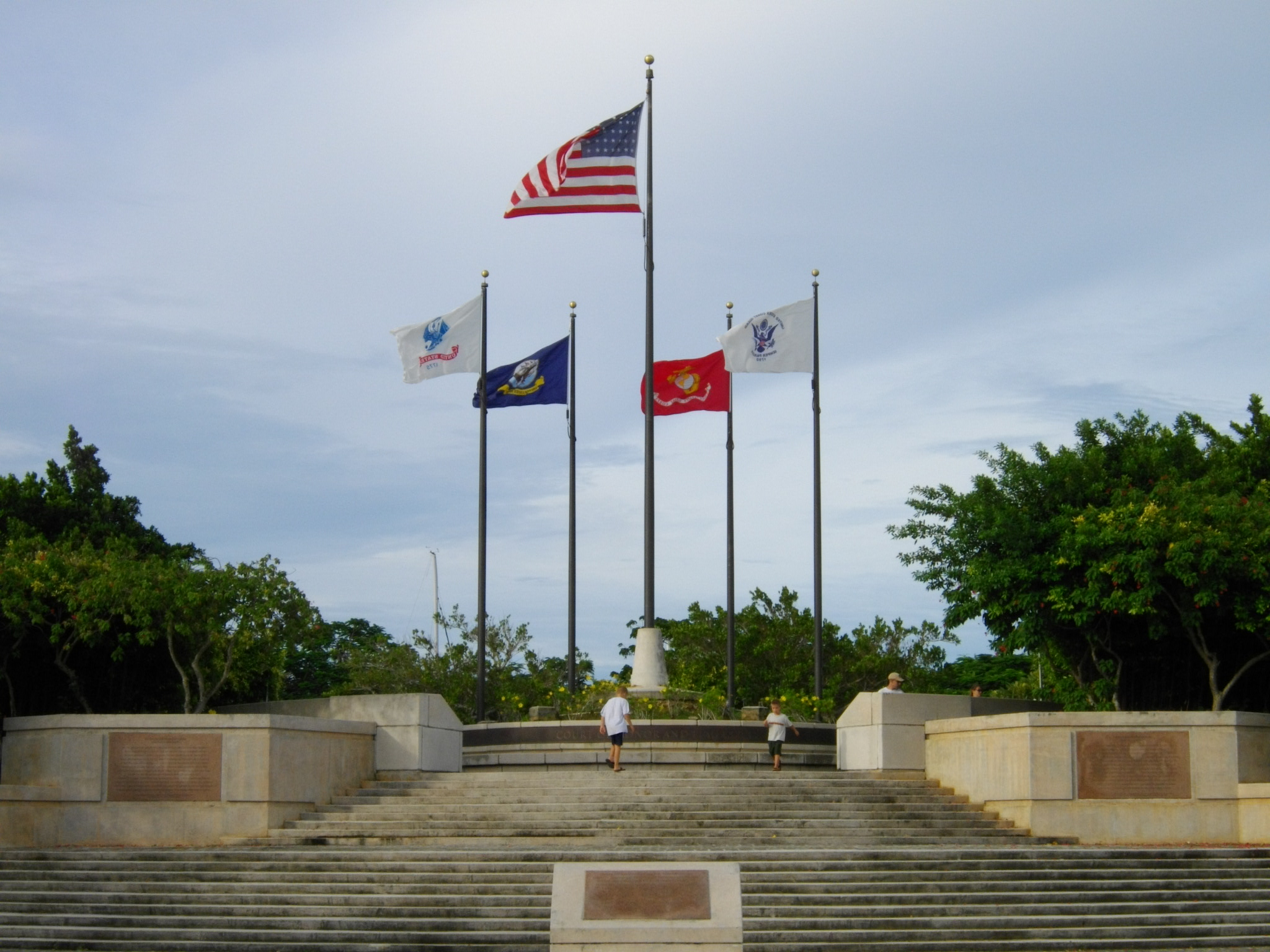
Мемориал флага